# Atlantic Journal
Atlantic Journal (abreviado Atlantic J.) es un libro con ilustraciones y descripciones botánicas que fue escrito por el polímata, naturalista, meteorólogo, y arqueólogo estadounidense de origen franco-germano-italiano Constantine Samuel Rafinesque y publicado en Filadelfia en 8 volúmenes en los años 1832-1833.